# Коулгейт (Оклахома)
Коулгейт (англ. Coalgate) — місто (англ. city) в США, в окрузі Коул штату Оклахома. Населення — 1667 осіб (2020).

## Географія
Коулгейт розташований за координатами 34°31′59″ пн. ш. 96°13′14″ зх. д. / 34.53306° пн. ш. 96.22056° зх. д. (34.532988, -96.220522).  За даними Бюро перепису населення США в 2010 році місто мало площу 4,26 км², з яких 4,17 км² — суходіл та 0,09 км² — водойми. В 2017 році площа становила 4,83 км², з яких 4,72 км² — суходіл та 0,11 км² — водойми.

## Демографія
Згідно з переписом 2010 року, у місті мешкало 1967 осіб у 806 домогосподарствах у складі 483 родин. Густота населення становила 462 особи/км².  Було 957 помешкань (225/км²).
Расовий склад населення:
| - 72,1 % — білих - 17,2 % — корінних американців - 1,0 % — чорних або афроамериканців - 0,4 % — азіатів |

До двох чи більше рас належало 8,9 %. Частка іспаномовних становила 3,9 % від усіх жителів.
За віковим діапазоном населення розподілялося таким чином: 27,2 % — особи молодші 18 років, 53,3 % — особи у віці 18—64 років, 19,5 % — особи у віці 65 років та старші. Медіана віку мешканця становила 38,7 року. На 100 осіб жіночої статі у місті припадало 87,9 чоловіків;  на 100 жінок у віці від 18 років та старших — 78,1 чоловіків також старших 18 років.
Середній дохід на одне домашнє господарство  становив 45 928 доларів США (медіана — 30 179), а середній дохід на одну сім'ю — 56 915 доларів (медіана — 43 958). Медіана доходів становила 42 396 доларів для чоловіків та 26 979 доларів для жінок. За межею бідності перебувало 24,8 % осіб, у тому числі 35,7 % дітей у віці до 18 років та 23,8 % осіб у віці 65 років та старших.
Цивільне працевлаштоване населення становило 711 осіб. Основні галузі зайнятості: освіта, охорона здоров'я та соціальна допомога — 33,2 %, фінанси, страхування та нерухомість — 10,0 %, роздрібна торгівля — 9,3 %.